# Fontina
La fontina (in francese fontine - fr. AFI: [fɔ̃tin]; in patois valdostano, fountin-a) è un formaggio italiano a denominazione di origine protetta (DOP) valdostano, prodotto ad ogni mungitura e stagionato almeno 3 mesi.
Il Consorzio produttori e tutela della DOP fontina vigila sulla produzione del prodotto e provvede alla marchiatura delle forme conformi. La Cooperativa produttori latte e fontina è il maggior produttore che raccoglie, stagiona e commercializza.
Nel 1996 ha ottenuto dall'Unione europea la Denominazione di Origine Protetta (D.O.P.).
Nel 2016 la fontina è stata inserita dal Wall Street Journal in un elenco alfabetico tra 26 formaggi consigliati provenienti da tutto il mondo.
Il nome "fontina" pare origini da un alpeggio di produzione chiamato Fontin; altre versioni lo collegano al villaggio di Fontinaz. Ma il nome potrebbe derivare dal termine francese antico "fontis" o "fondis" a indicare la particolare capacità della pasta di questo formaggio di fondersi col calore.

## Storia
La sua origine viene fatta risalire al 1270, sebbene la prima testimonianza iconografica risalga al XV secolo, in un affresco del castello di Issogne.
La prima citazione della fontina risale al 1477 nella Summa lacticinorum del medico vercellese Pantaleone da Confienza, mentre la prima classificazione è del 1887 con "Le fontine di Val d'Aosta" nell'annuario della stazione sperimentale del caseificio di Lodi.
Nel 1957 venne fondata la Cooperativa Produttori Latte e Fontina, il cui scopo è quello di produrre e distribuire il formaggio. L'associazione conta oggi oltre 300 soci che producono oltre 350 000 forme di fontina all'anno.
Dal 2003 è aperto il Museo della fontina e centro visitatori a Valpelline.

## Processo di produzione

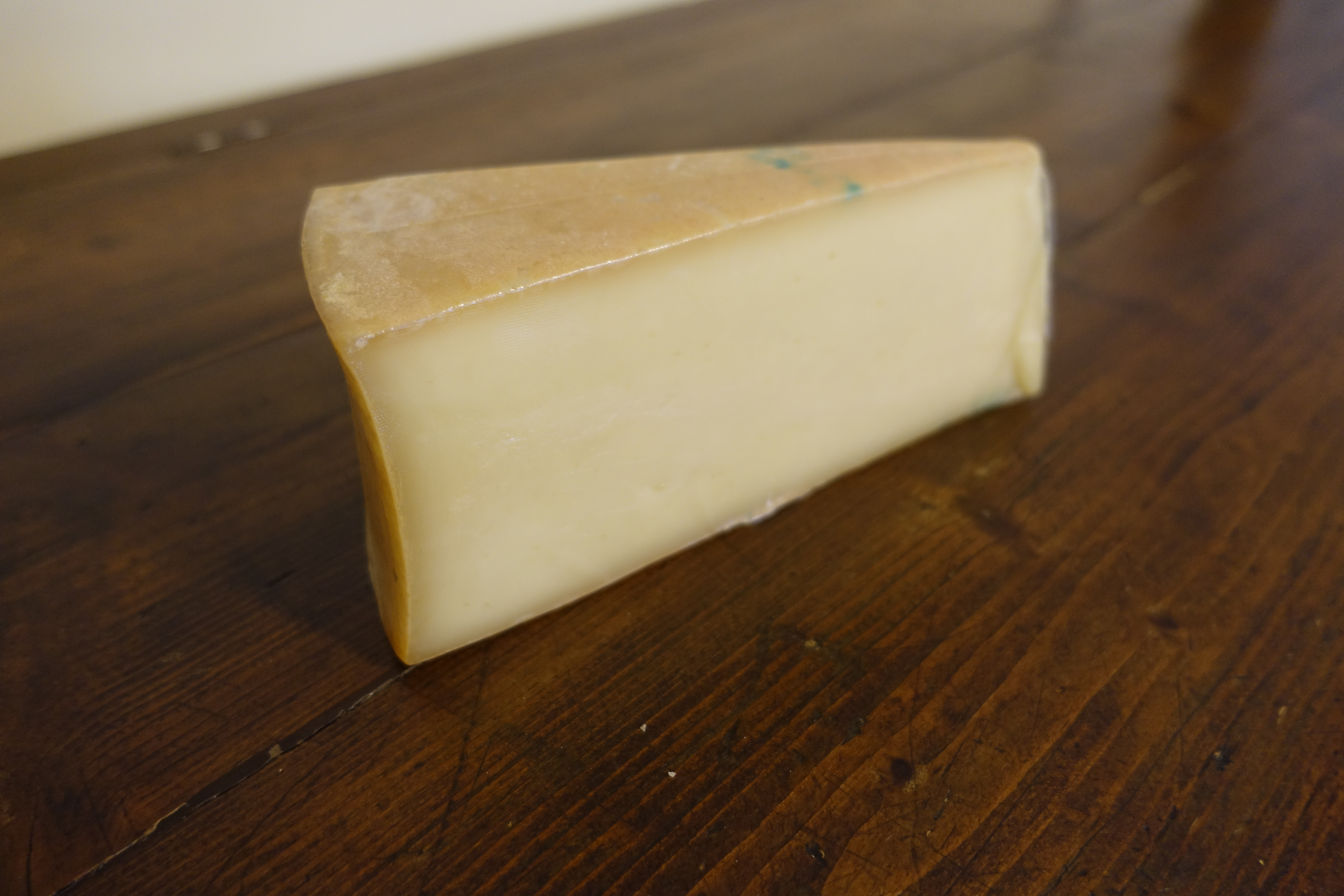
Una fetta di Fontina

Formaggio semiduro, grasso, a pasta semicotta, ad acidità naturale di fermentazione, fabbricato con latte intero di vacca proveniente da una sola mungitura e munto da non oltre 2 ore. Il latte non deve aver subito, prima della coagulazione, riscaldamento ad una temperatura superiore ai 36 °C.
Si presenta con una crosta compatta, sottile e marroncina, all'interno della quale è racchiusa una pasta semicotta, elastica e fondente, con occhiatura piccola e scarsa.
Viene prodotta esclusivamente con latte intero crudo di bovine di razza valdostana (razze valdostana pezzata rossa e valdostana pezzata nera), alimentate prevalentemente con foraggio verde nel periodo estivo e con fieno locale nel resto dell'anno. L'aspetto al taglio, può variare leggermente nel colore e nella leggera occhiatura, in base al produttore nonché alla stagione in cui è stato fabbricato; anche la salatura, poco accentuata, varia leggermente a seconda del produttore. Le forme che non superano il controllo di idoneità al marchio fontina, sono immesse al commercio come "formaggio valdostano".
A stagionatura ultimata, dopo una serie di severi controlli, il Consorzio produttori e tutela della DOP fontina procede alla marchiatura: le forme contrassegnate con il marchio sono garantite per autenticità e qualità.

### Terroir e sapore
Il sapore distintivo della Fontina Valdostana è intrinsecamente legato al concetto di terroir, riflettendo la diversità botanica unica dei pascoli alpini di alta quota dove pascolano le mucche di razza Valdostana pezzata rossa e nera.
Tra le centinaia di specie vegetali presenti, il Trifoglio alpino (Trifolium alpinum) è particolarmente significativo. Studi etnobotanici in Valle d'Aosta hanno documentato la conoscenza tradizionale secondo cui il T. alpinum è un foraggio eccellente che "rende il latte più grasso e la fontina deliziosa". Questa credenza è supportata dall'analisi scientifica. Studi hanno dimostrato che il latte di mucche che pascolano su prati dominati da Trifolium alpinum produce un formaggio con un profilo chimico distinto. Questi formaggi contengono biomarcatori affidabili, inclusi livelli più elevati di specifici acidi grassi a catena dispari e un rapporto di idrocarburi unico, che li collegano direttamente alla dieta ricca di trifoglio. Inoltre, il profumo intenso della pianta, derivato da una complessa miscela di composti organici volatili, viene trasferito dal foraggio al latte, contribuendo all'aroma unico del formaggio finale.

## Usi in cucina
La fontina viene utilizzata in diversi piatti tradizionali valdostani, come per esempio nelle crêpes alla valdostana (con prosciutto) o nella Seupa à la vapelenentse assieme a pane e verza.

## Zone di produzione
L'unica zona di produzione di questo formaggio è la Valle d'Aosta.

## Abbinamenti
È consigliato un vino rosso leggero e delicato per fare risaltare il gusto del formaggio. È da abbinare a vini regionali come il Petite Arvine o il Fumin, o ancora con i DOC Valle d'Aosta Gamay o il Collio Goriziano Pinot nero.

## Tradizione
Tradizionalmente sono gli arpian (i pastori degli alpeggi) a preparare la fontina nelle baite. Ciò che resta del siero del latte usato per fare la fontina veniva e viene tuttora riscaldato sul fuoco per far affiorare sulla superficie la brossa, ossia la schiuma bianca prelevata man mano che si forma con un mestolo piatto e largo a condire fredda o calda la polenta.

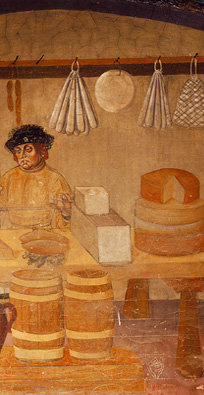
Dettaglio di un affresco del Castello di Issogne datato 1480. Il formaggio basso e cilindrico sulla destra viene identificato come la più antica immagine nota della fontina.
Un arpian trasporta una fontina con l'aoujì in una foto del 1949.
Una delle fasi della lavorazione della fontina: la pressatura della fontina nell'arotchou (pressa) all'interno della mézon de fouà (la stanza con il camino) della péira[15], in una foto del 1948.
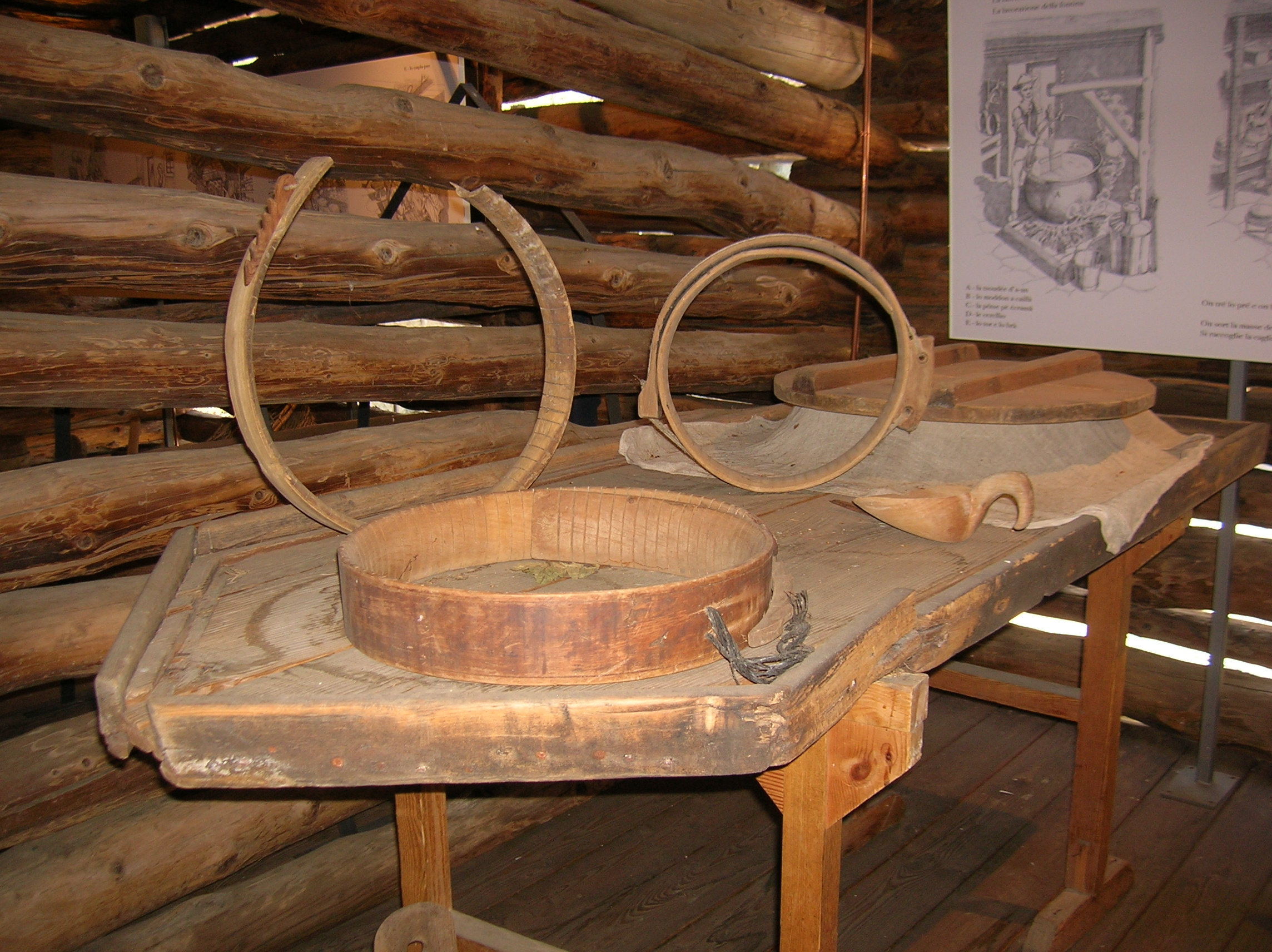
Fascere per la fontina esposte al museo etnografico del Petit-Monde a Triatel (Torgnon): sono dei cerchi di legno (faggio) per tenere la cagliata durante la pressatura e far fuoriuscire il siero.
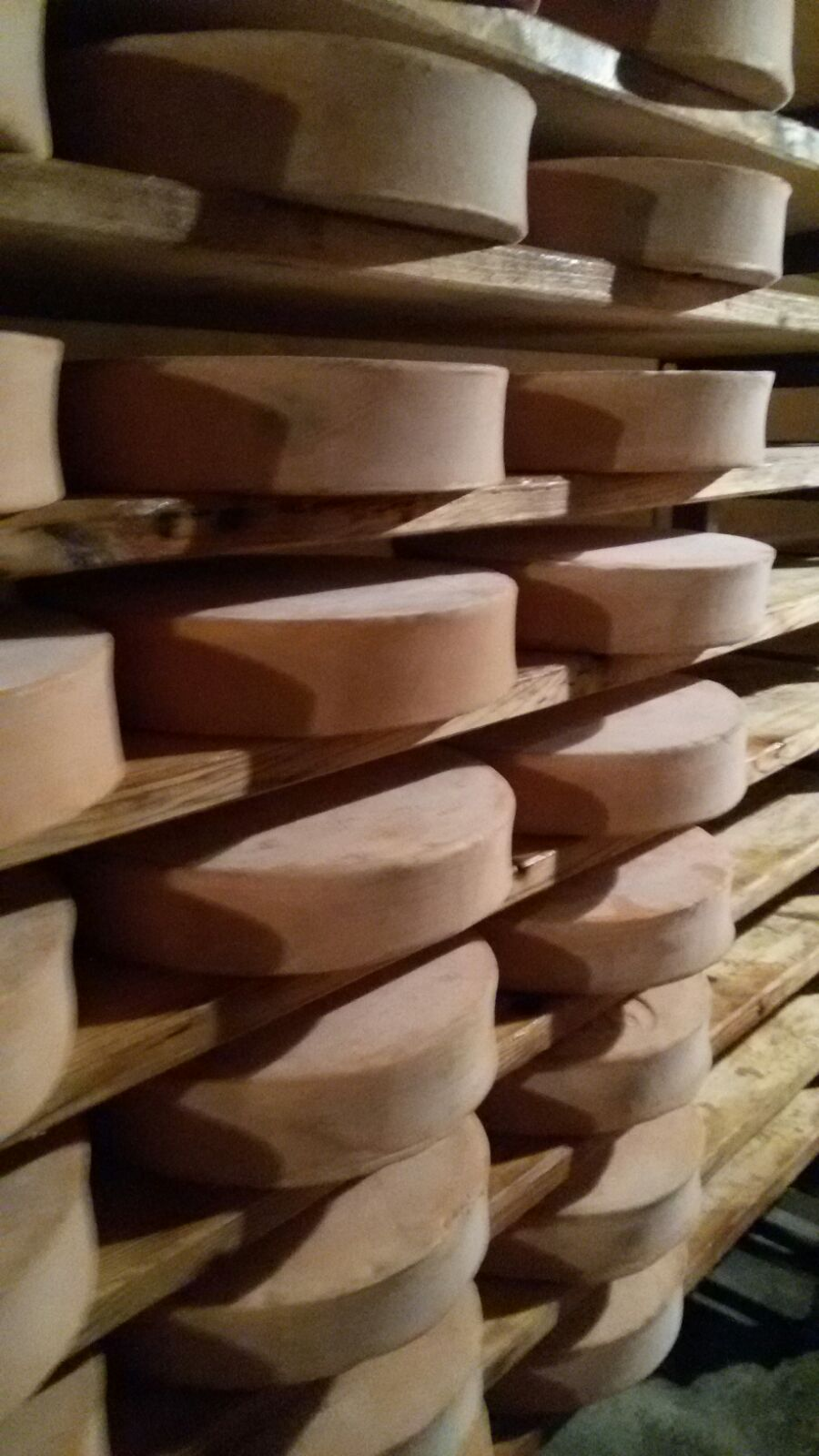
Museo della fontina e centro visitatori, a Valpelline
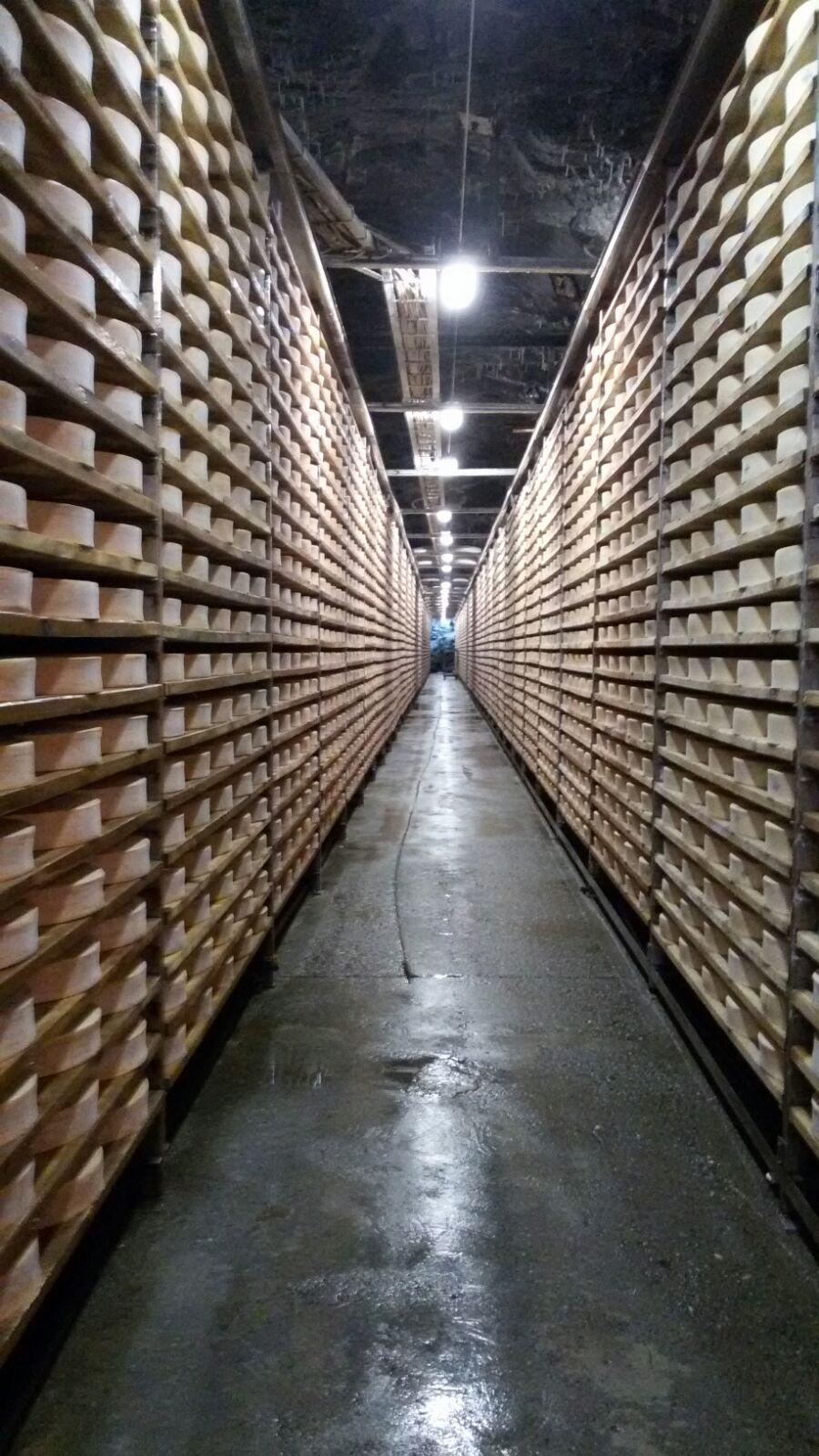
Museo della fontina e centro visitatori, a Valpelline